# Gabriel Justice Yaw Anokye
Gabriel Justice Yaw Anokye (ur. 27 maja 1960 w Emenaa) – ghański duchowny katolicki, arcybiskup Kumasi od 2012.

## Życiorys
Święcenia kapłańskie przyjął 16 lipca 1988. Był m.in. dyrektorem diecezjalnego centrum duszpasterskiego, a także wykładowcą i wicerektorem seminarium w Cape Coast.

### Episkopat
30 października 2003 został mianowany biskupem pomocniczym archidiecezji Kumasi oraz biskupem tytularnym Cellae in Mauretania. Sakry biskupiej udzielił mu 17 stycznia 2004 abp Peter Kwasi Sarpong.
26 marca 2008 został biskupem diecezji Obuasi. 15 maja 2012 został mianowany przez Benedykta XVI ordynariuszem archidiecezji Kumasi.